# Ramo d'ulivo

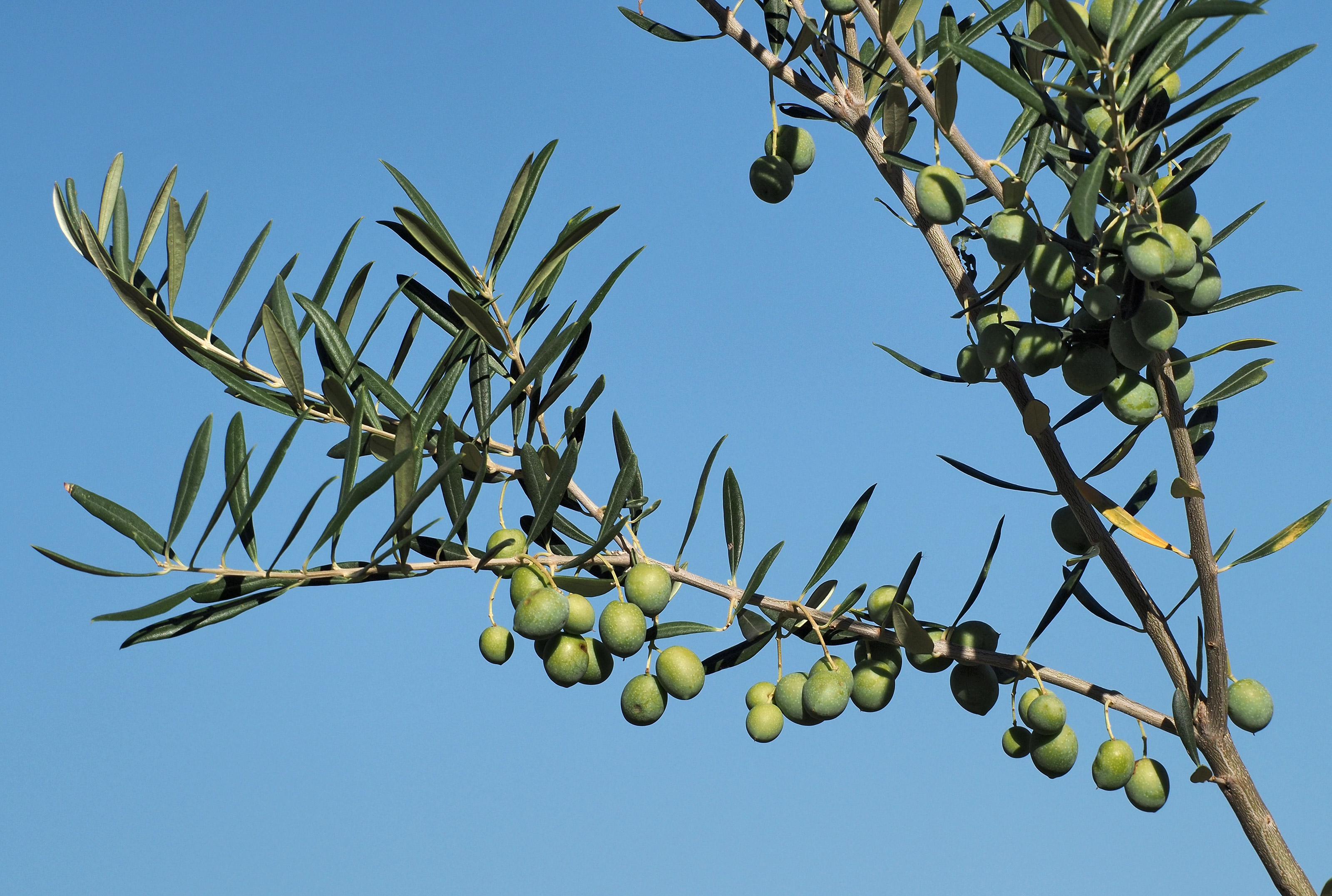
Rami d'ulivo

Il ramo d'ulivo è un simbolo di pace. Compare sin dall'antichità in molti contesti culturali di varie parti del bacino del Mediterraneo. In epoca classica veniva usato per supplicare gli dei o le persone di potere. Oggi il ramo d'ulivo è assurto a simbolo di pace in tutto il mondo.

## Storia

### Antichità classica

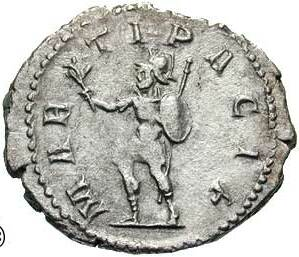
Rovescio di una moneta con Marte pacificatore

Nell'antica Grecia coloro che supplicavano gli dei o le persone di potere portavano con sé un ramo d'ulivo conosciuto come hiketeria (in greco antico ἱκετηρία).
Secondo la mitologia greca, la dea Atena e Poseidone ambivano a possedere la città di Atene. Il dio del mare la rivendicò conficcando il suo tridente nell'acropoli, generando così una sorgente di acqua salata. Atena, invece, donò agli ateniesi un olivo che venne piazzato accanto alla fonte. In seguito a ciò, gli dei stabilirono che il dono migliore fu quello di Atena, che ottenne di governare sull'Attica. All'epoca le spose e i vincitori delle Olimpiadi portavano delle corone d'ulivo.
Eirene veniva spesso raffigurata mentre trattiene un ramo d'ulivo, come confermano, ad esempio, le monete romane di epoca imperiale. Ad esempio, il rovescio di un tetradramma, rinvenuto ad Alessandria, risalente al 70-71 d.C. e ritraente Vespasiano, mostra Eirene in piedi che tiene un ramo rivolto verso l'alto nella mano destra.
Il poeta Virgilio (70–19 a.C.) associò il "fecondo olivo" alla dea Pax, che è il corrispettivo romano della dea Eirene e usò il ramoscello d'ulivo come simbolo di pace nella sua Eneide:
Di pacifera oliva, Amici, disse,

Vi siamo, e siam Troiani, e coi Latini

Vostri nimici inimicizia avemo.

Questi superbamente il nostro essiglio

Perseguitando ne fan guerra ed onta.

Ricorremo ad Evandro. A lui porgete

Da nostra parte, che de’ Teucri alcuni

Son qui venuti condottieri eletti

Per sossidi impetrarne e lega d’arme.»
I romani ritenevano che vi fosse un intimo legame tra guerra e pace. Benché Marte sia il dio della guerra, assume occasionalmente le vesti di un pacificatore, come confermano ad esempio le monete di tarda epoca romana in cui egli trattiene un ramo d'ulivo. Nei suoi scritti, Appiano affermò che il ramo d'ulivo veniva usato come gesto di pace da parte dei nemici del generale romano Scipione Emiliano nel corso della guerra numantina e da Asdrubale il Boeotarca di Cartagine.
Al ramoscello d'ulivo venne conferita ulteriore importanza durante la Pax romana quando, in segno di pace, venivano inviati degli emissari di pace che portavano con sé dei rami d'ulivo.

### Età paleocristiana

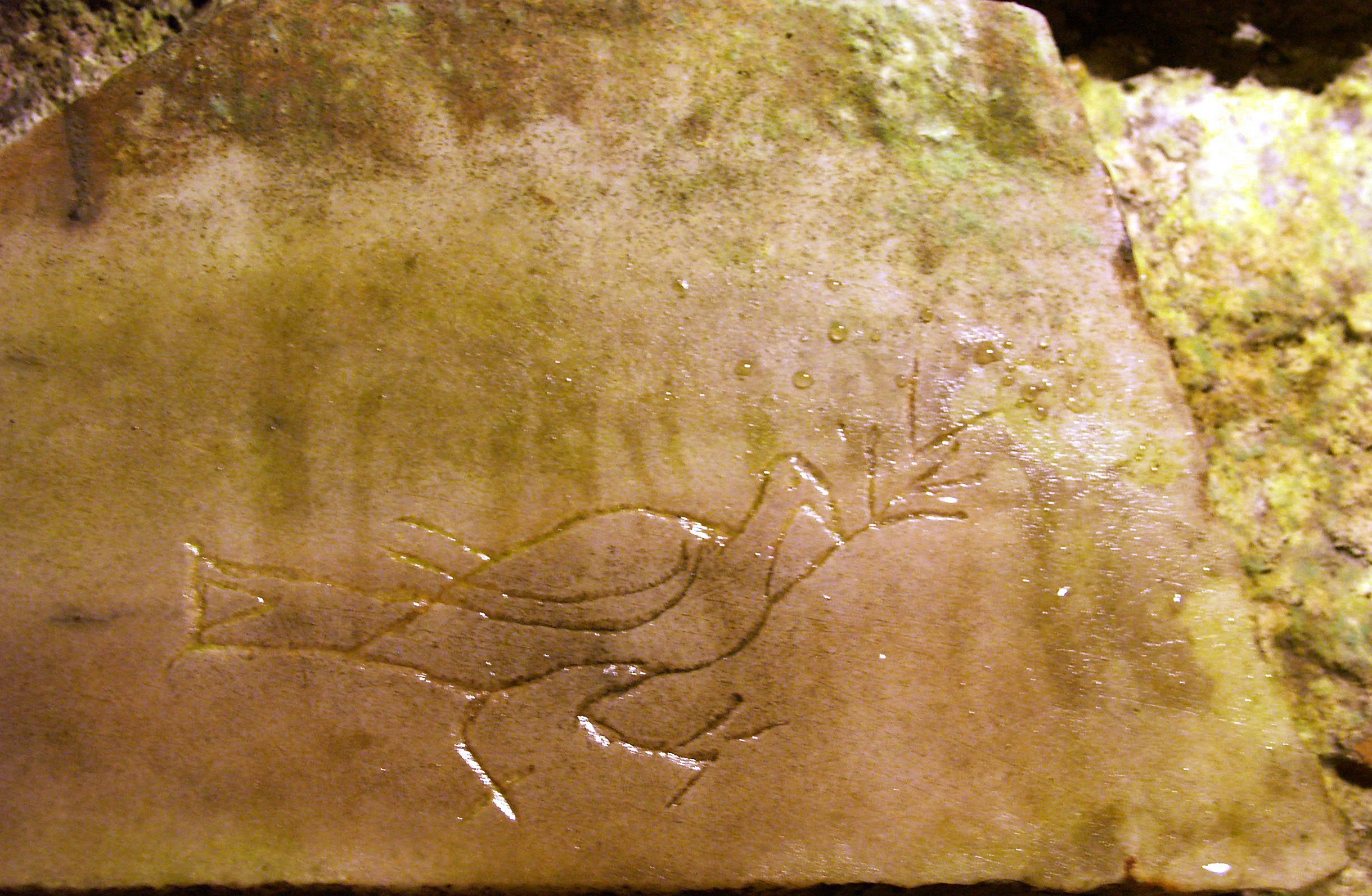
Particolare delle catacombe di Domitilla con una colomba che trattiene un ramo d'ulivo

Il ramo d'ulivo di tradizione classica è stato mutuato dai cristiani ed è spesso raffigurato assieme alla colomba dello Spirito Santo nell'arte paleocristiana e nelle tombe. Nelle catacombe di Priscilla, a Roma (II-V secolo d.C.), sono raffigurati Azaria, Anania e Misaele del Libro di Daniele e una colomba con un ramo sopra di loro; in un'altra catacomba di Roma è presente un'incisione di una figura umana affiancata a una colomba con un ramo d'olivo e la scritta "ΕΙΡΗΝΗ" ("Eirene", o "pace" in lingua greca).
Tertulliano (ca. 160 – ca. 220) sosteneva che vi siano delle analogie tra la colomba che Noè fece uscire dall'arca per verificare se l'ira divina si era placata e quella del battesimo di Spirito Santo. In un passaggio della Genesi tradotta da San Girolamo, la "foglia d'ulivo" (in ebraico alé zayit‎?) venne interpretata come "ramo d'ulivo" (in latino ramum olivae). Nel V secolo, quando ormai la colomba con il ramoscello d'ulivo era ormai riconosciuta come simbolo di pace, Agostino d'Ippona scrisse il De doctrina christiana, ove è scritto che la colomba tornata sull'arca di Noè è simbolo di pace. Tuttavia gli ebraici non hanno mai considerato la colomba un simbolo pacifista.

### Età moderna e contemporanea

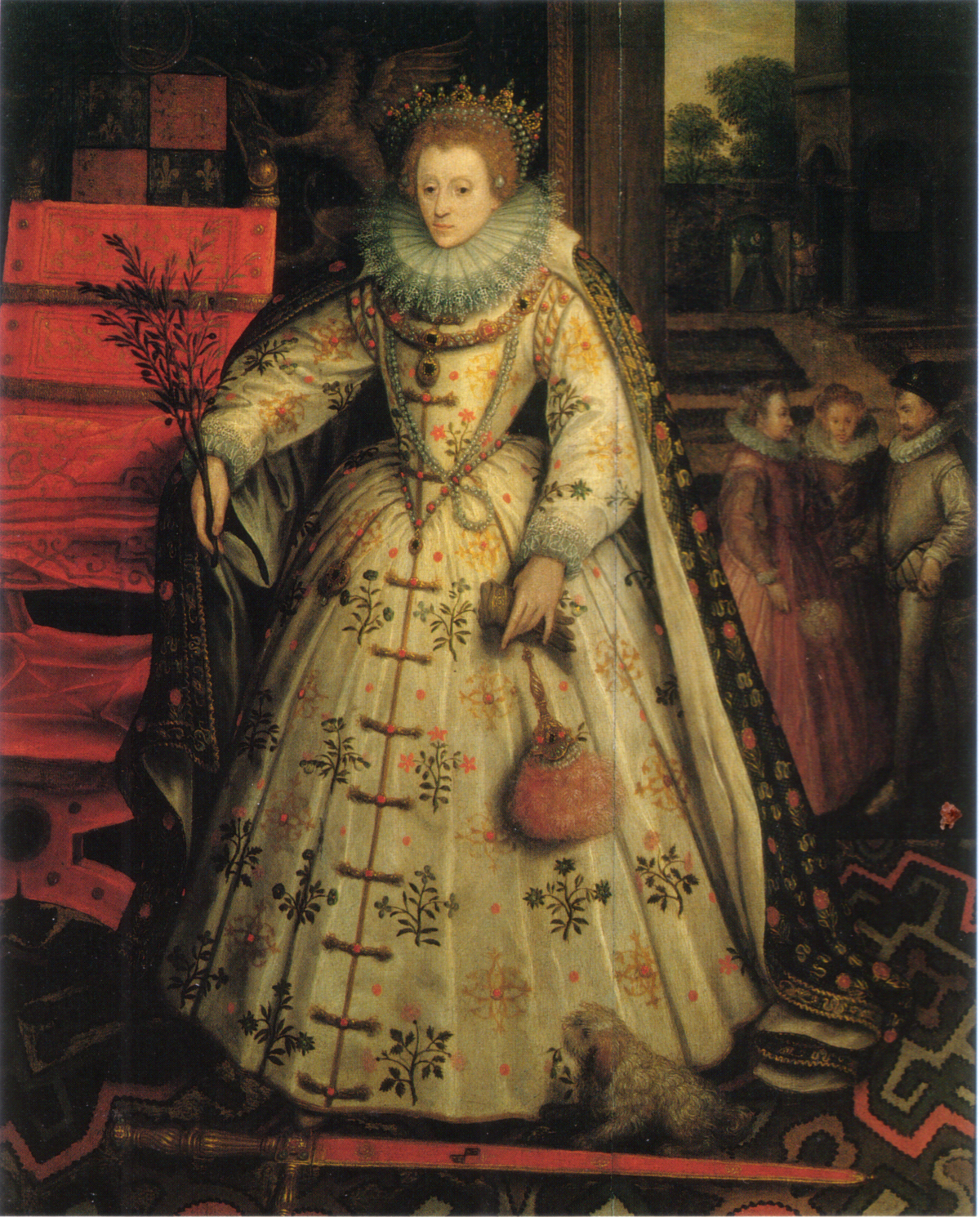
Ritratto di Elisabetta I d'Inghilterra (1580/1585) di Marcus Gheeraerts il Vecchio

Il ramoscello d'ulivo era usato come simbolo di pace in Gran Bretagna, Francia e America durante il XVIII secolo. In un ritratto di Luigi XV del 1729 realizzato da François Lemoyne, il sovrano dona all'Europa un ramo d'ulivo. In una banconota da 2 dollari della Carolina del Nord del 1771 sono rappresentati la colomba, il ramo d'ulivo e un motto il cui significato è "pace ristabilita". La banconota da 40 dollari della Georgia del 1778 sono rappresentate la colomba, il ramoscello e una mano che regge un pugnale, con un motto che significa «Che si tratti di guerra o pace, siamo preparati a entrambe». Il ramoscello d'ulivo appare come simbolo di pace in altre stampe del XVIII secolo. Il gennaio 1775 il frontespizio del London Magazine pubblicò un'incisione con la scritta «La pace discende su una nuvola dal Tempio del Commercio» e una figura della Dea della Pace con un ramoscello d'ulivo assieme all'America e la Britannia. La Olive Branch Petition (in inglese petizione del ramo d'ulivo) avviata il luglio del 1775, fu una petizione voluta dal Congresso continentale americano nella speranza di evitare un conflitto armato con la Gran Bretagna.
Diversi stemmi nazionali rappresentano il ramo d'ulivo. Ne sono un esempio quello degli USA, dove è raffigurata un'aquila di mare testabianca che afferra con la zampa destra un ramoscello con tredici foglie e tredici olive (rappresentanti le tredici colonie). Il ramo, venne aggiunto all'emblema il marzo del 1780 e doveva simboleggiare «il potere di pace e guerra che è conferito esclusivamente al Congresso». Anche la bandiera e lo stemma di Cipro, così come la bandiera dell'Eritrea, rappresentano un ramo d'ulivo. Molti distintivi polizieschi raffigurano tale simbolo. L'emblema e la bandiera delle Nazioni Unite recano una coppia di rami di ulivo stilizzati che circondano una mappa del mondo.

Il ramoscello d'ulivo è un simbolo di pace nelle tradizioni popolari arabe. Nel 1974, il leader palestinese Yasser Arafat portò un ramoscello d'ulivo all'Assemblea Generale delle Nazioni Unite e, appellandosi alla pace, al termine di un monologo, ripeté due volte:
Esistono diverse città statunitensi che prendono il nome di "Olive Branch" in segno di omaggio al simbolo di pace. Alcuni nomi e cognomi come Oliver, Olivier e Olifant alludono a un ramoscello d'ulivo.